# EOS SAT-1
EOS SAT-1 — приватний оптичний супутник для моніторингу сільськогосподарських угідь компанією EOS Data Analytics, Inc. (далі — EOS Data Analytics), глобального постачальника аналітики супутникових зображень на основі штучного інтелекту. Супутник створений українсько-південноафриканською компанією-виробником космічної оптики та супутників Dragonfly Aerospace й оснащений двома високоточними камерами DragonEye.
Супутник входить до складу угруповання EOS SAT — перше супутникове угруповання, орієнтоване на сільське господарство, серед компаній, що займаються дистанційним зондуванням Землі.

## Загальна інформація
EOS SAT-1 створено для компанії EOS Data Analytics (глобальний постачальник аналітики супутникових зображень на основі штучного інтелекту), яку заснував Макс Поляков. Це перший супутник власного сузір'я апаратів EOS SAT, який буде здатний відстежувати до одного мільйона квадратних кілометрів щодня, використовуючи 11 агроорієнтованих діапазонів. Супутникові камери будуть створювати панхроматичні та мультиспектральні зображення Навіть маючи лише один такий супутник у небі, клієнти EOSDA відкривають потенціал для впровадження методів точного землеробства, а отже, скорочення викидів CO2, меншого споживання енергії та води тощо.
Після досягнення повної функціональності, сім невеликих оптичних супутників EOS SAT будуть охоплювати до 100 % країн із найбільшою площею сільськогосподарських угідь та лісів, що становить 98,5 % таких земель на всій планеті. Угруповання супутників щоденно спостерігатиме за площами до 12 млн км².

## Розробка
EOS SAT-1 створений українсько-південноафриканською компанією-виробником космічної оптики та супутників Dragonfly Aerospace й оснащений двома високоточними камерами DragonEye.
Двигун супутника розробив український проєкт SETS (Space Electric Thruster Systems), а українська компанія Flight Control Propulsion забезпечила 3D-друк деталей і виготовлення елементів корпуса. Він перебуватиме на сонячно-синхронній орбіті, завдяки чому весь час зможе оглядати освітлену поверхню Землі.
EOS Data Analytics отримуватиме знімки з цього супутника для подальшої обробки та забезпечення своїх клієнтів якісними даними для прийняття обґрунтованих рішень в аграрному секторі.

## Основні завдання
Космічний апарат EOS SAT-1 призначений для спостереження за земною поверхнею в оптичному та інфрачервоному діапазонах. Це перший супутник угрупування, призначений спеціально для моніторингу сільськогосподарських і лісових угідь.
Використання технології супутника дозволить:
1. Запобігати надмірному використанню пестицидів і добрив
2. Зменшити кількість харчових відходів
3. Впоратися з наслідками кліматичних змін для сільськогосподарських та лісових угідь
4. Приймати обґрунтовані рішення на основі отриманих даних для пом'якшення продовольчої кризи
5. Зменшити викиди CO2 у сільському господарстві шляхом оптимізації операцій

Дистанційне зондування з супутником EOS SAT-1 має на меті сформувати новий сталий підхід до сільського господарства відповідно до 6 категорій «Цілей сталого розвитку» (ЦСР) ООН:
1. Боротьба зі зміною клімату та його наслідками
2. Створення міцної інфраструктури та впровадження інновацій
3. Забезпечення наявності та раціонального використання водних ресурсів та санітарії для всіх
4. Забезпечення раціональних моделей споживання та виробництва
5. Ліквідація голоду
6. Захист, відновлення екосистем суші

## Характеристики
Загальна ширина одного знімку EOS SAT-1 складає 42 км, а довжина може сягати більше ніж однієї тисячі кілометрів. Висота сонячно-синхронної орбіти супутника — 520—560 км.
Середня потужність орбіти: 140 Вт.
Термін експлуатації конструкції: 5-7 років.
Маса: 176.6400 кг.
Напруга на шині: 24,5 В — 33,6 В.
GSD (роздільна здатність Землі), роздільна здатність:
- панхроматичний 1,4м
- мультиспектральний 2,8м

Ширина валка: подвійна оптична система з шириною смуги захоплення 44 км для висоти 500 км.
Спектральні канали — 11 агро орієнтованих діапазонів:
- RGB
- 2 канали NIR
- 3 канали RedEdge
- WaterVapor
- Aerosol
- Pan

## Запуск супутника
Запуск супутника відбувся 3 січня 2023 року в рамках місії Transporter-6 компанії SpaceX. На ракетоносії Falcon 9 з бази ВПС США на мисі Канаверал було запущено 114 супутників, серед яких були і українські супутники EOS SAT-1 та PolyITAN-HP-30.

## Хід місії
Відразу після запуску на низьку навколоземну орбіту, супутник EOS SAT-1 вийшов на зв'язок та передав на Землю телеметрію і дані щодо стану своїх систем.
Супутник проходить 3-місячний період тестування, перш ніж він почне повноцінно працювати. EOS Data Analytics планує надати перші супутникові зображення EOS SAT-1 у квітні 2023 року.